# Jarl af Shrewsbury
Jarl af Shrewsbury er en adelig engelsk jarltitel, der første gang blev oprettet i 1074, og senere igen i 1442.
Blandt kendte jarler af Shrewsbury er:
- John Talbot, 1. jarl af Shrewsbury, ved oprettelsen i 1442.
- George Talbot, 6. jarl af Shrewsbury
- Charles Talbot, 12. jarl af Shrewsbury, 1. hertug af Shrewsbury